# Autochtone Hongkongers
In Hongkong woont een bevolkingsgroep die autochtone Hongkongers worden genoemd. Hun voorouders (via de mannelijke lijn) woonden al vóór 1898 in de Hongkongse New Territories. In 1898 werden de New Territories aan de Britten in bruikleen gegeven nadat de Chinese Qing-dynastie de Tweede Opiumoorlog had verloren. Bij afstamming kijkt men volgens Chinees gebruik altijd naar de kant van de vader, de afstamming gaat niet via de vrouwelijke lijn.
Autochtone Hongkongers hebben in de huidige Hongkongse samenleving nog altijd een paar rechten die andere Hongkongers niet hebben. Zo hebben mannen vanaf de leeftijd van achttien jaar het recht om een "ding uk" te bouwen, een huis op het platteland op grond die door een voorouder is gekocht.
Vanaf de jaren vijftig emigreerden vele autochtone Hongkongers naar Engeland, Nederland en België (zie Chinezen in België). De Britse overheid bood hun een kans om uit de agrarische sector te komen en gaf hun een Brits paspoort als ze emigreerden.

## Cultuur
De Waitau en de Hakka vormen de meerderheid onder de autochtone Hongkongers. Er is een vereniging opgericht om hun talen (Weitouhua en Hongkong-Hakka) te behoeden voor uitsterving, de Association for Conservation of Hong Kong Indigenous Languages.
De autochtone Hongkongers vormden vroeger de meerderheid van de Hongkongse bevolking. In de jaren veertig van de 20e eeuw begon de grote stroom van migranten uit Guangdong te komen door de toevloed van migranten (of vluchtelingen) naar Hongkong vanwege de communistische machtsovername van het Chinese vasteland. Velen vluchten voor de armoede en hongersnood op het platteland van Guangdong en brachten hun eigen taal en cultuur mee. Vanaf de jaren vijftig emigreerde vele autochtone Hongkongers naar het buitenland. De autochtone Hongkongers met hun talen en culturen vormden geen meerderheid meer en raakten daardoor in vergetelheid. De Hongkongse overheid moedigde de mensen aan om Standaardkantonees, het dialect van Guangzhou, te spreken in het dagelijks leven. Dit heeft er ook toe bijgedragen dat de autochtone bevolking in hun cultuur werden bedreigd.
In vele dorpen in de New Territories vormt de autochtone bevolking nog de meerderheid van de plattelandsbevolking. De organisatie Heung Yee Kuk en Hongkongse Plattelandscomités behartigen hun belangen. Doordat de autochtone bevolking hier nog altijd qua politiek de overhand heeft, ontstaan regelmatig ruzies tussen autochtone Hongkongers en de niet-autochtone Hongkongers. Dorpsvertegenwoordigers zijn vrijwel altijd van autochtone afkomst, ook als het dorp bestaat uit een groot deel niet-autochtonen.

## Onderverdeling
Autochtone Hongkongers kunnen ingedeeld worden in vier subgroepen:
- Waitau 圍頭
- Hakka 客家
- Hoklo 鹤佬
- Tanka 蛋家

De vissersvolken hebben geen recht op een "ding uk", omdat zij als scheepsbewoners geen of nauwelijks land bezitten.